# IC 3932
IC 3932 је појединачна звијезда у сазвјежђу Береникина коса која се налази на листи објеката дубоког неба у Индекс каталогу.
Деклинација објекта је + 19° 35' 5" а ректасцензија 12h 58m 5,6s.